# Relicario de Bimaran
El relicario de Bimaran o cofre de Bimaran es un pequeño relicario de oro para reliquias budistas que se encontró dentro de la stupa N.º.2 en Bimaran a 11 km de Jalalabad en el este de Afganistán.

## Descubrimiento

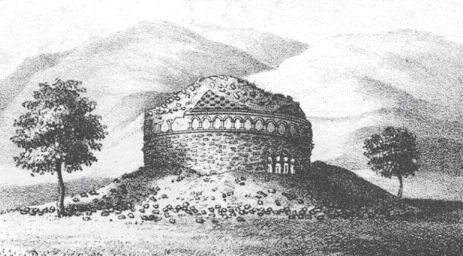
La stupa N.º.2 en Bimaran, donde se encontró el relicario. Dibujo realizado por Charles Masson.

Cuando fue encontrado por el arqueólogo Charles Masson durante su trabajo en Afganistán entre 1833 y 1838, el relicario contenía monedas del rey indoescita Azes II, a pesar de que en las recientes investigaciones de Senior indica que Azes II nunca existió, y se encontraba atribuido a su reinado, probablemente debería ser reasignado a Azes I. Sin embargo, otra investigación de 2015 atribuye las monedas al rey indoescita Kharahostes o a su hijo Mujatria, que hizo acuñaciones póstumas en nombre de Azes.
El relicario de Bimaran a veces está fechado, según el análisis de acuñación, entre los años 1-15 del siglo I (Fussman), más generalmente entre 50-60 del siglo I (Museo Británico) y, a veces, mucho más tarde (siglo II), basado solamente en suposiciones artísticas. Actualmente se encuentra en las colecciones del Museo Británico. La datación de esta obra de arte única tiene una fuerte influencia en la cronología del arte budista y la creación de la imagen de Buda Gautama, ya que su iconografía avanzada implica que figuraciones anteriores probablemente existían desde hace bastante tiempo.

## Descripción

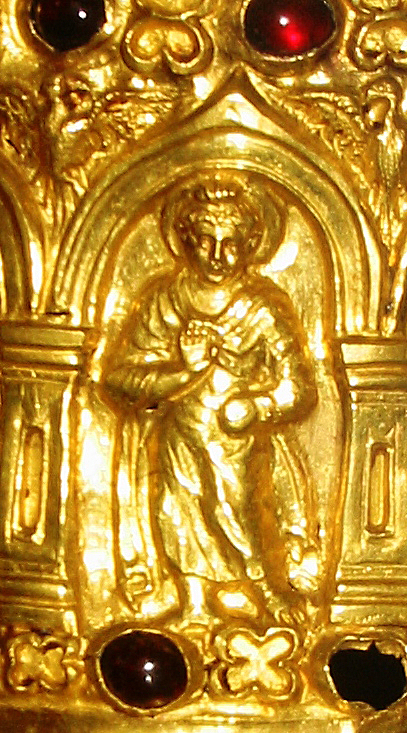
Detalle de Buda, donde su rara postura y el ligero vestido son visibles.

El relicario es un pequeño contenedor que recuerda al pyxis del mundo clásico. Fue encontrado sin su tapa, y está decorado con la representación de un loto en el fondo del objeto. El relicario se realizó en oro repujado y es muy pequeño, con una altura de 7 cm y un diámetro de 6,7 cm Se considera como una obra maestra del arte greco-budista de Gandhara.
El cofre muestra las influencias helenísticas en las primeras representaciones de Buda —con la pose en contraposto, la túnica griega larga denominada himatión, con bigote, todo en ejecución realista—, rodeado por las deidades indias Brahma y Śakra, dentro de nichos en forma de arco —llamado "arcada", o caitya— de la arquitectura grecorromana. En total hay ocho figuras en alto relieve, dos grupos idénticos de Brahma-Buda-Indra, y en el medio dos devotos o Bodhisattvas, y con una filas en cada borde de rubíes de Badakhshan.
Se cree que los dos devotos son representaciones de Bodhisattvas, debido a los ornamentos que lucen como el collar, brazaletes y halo. Mantienen sus manos juntas en un gesto de reverencia y oración.

## Iconografía del Buda
Buda parece caminar de lado. Su antebrazo derecho cruza su pecho para formar el Abhaya mudra. Su puño izquierdo está apretado en su cadera. La túnica es bastante ligera en comparación con la de las otras representaciones conocidas de Buda de pie, y tiende a seguir el contorno del cuerpo. Estas son probablemente las primeras dos capas de ropa monástica, el antarvāsa y el uttarāsaṅga, sin el manto más pesado, el Saṃghāti, que iría hasta las rodillas y se doblaría más marcadamente. Además, su vestido está doblado sobre el brazo derecho e izquierdo —en lugar de sostenerse en la mano izquierda como en la imagen clásica de Buda—, lo que sugiere alguna pieza de uttariya o tipo chal. Está peinado con un moño abundante, y un simple halo rodea su cabeza. Esta combinación de detalles de la iconografía, postura y vestimenta, es rara y únicamente se conoce en las monedas de Kanishka (hacia el año 150), donde llevan la inscripción «Buda Shakyamuni», en aparente contraste con sus monedas de «Buda» donde usa el pesado manto. La postura en sí es bien conocida en el arte de Gandhara en las esculturas de Buda como un Bodhisattva, pero en este caso utiliza un turbante real y la prenda india típica dhoti.

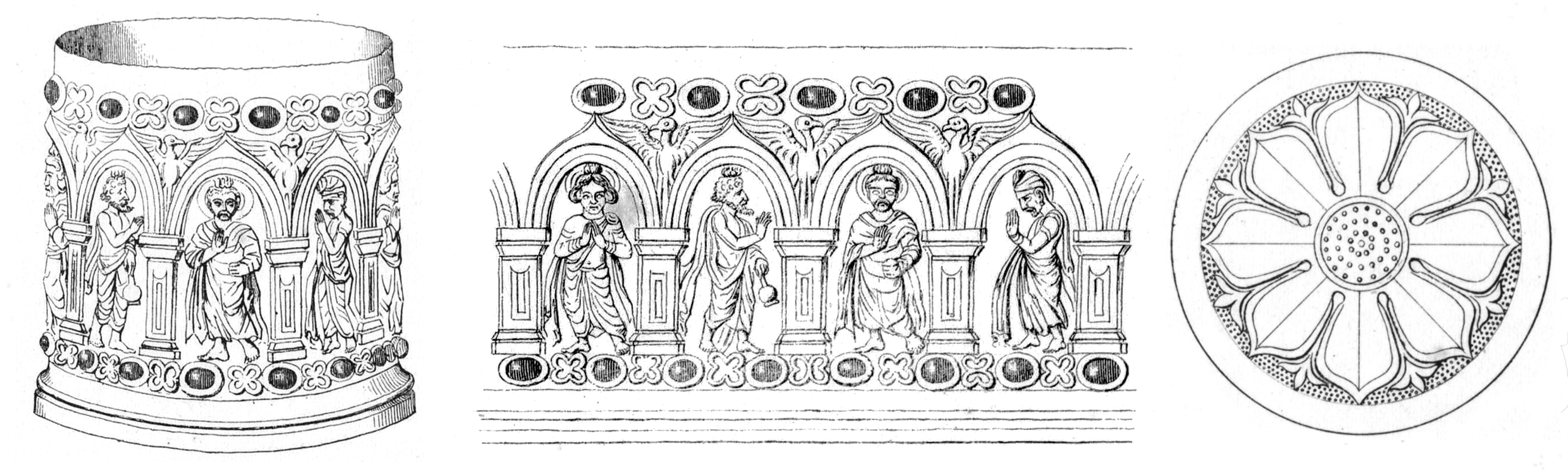
El relicario de Bimaran, ilustrado por Charles Masson: vista en volumen, vista aplanada de la mitad del cofre y fondo del objeto.

## Contenedor de esteatita
El relicario de Bimaran estaba guardado en una vasija de esteatita, con inscripciones que indicaban que contenía algunas reliquias de Buda. Cuando se abrió en el siglo XIX, la caja no contenía reliquias identificables, sino algunas perlas, cuentas de piedras preciosas y semipreciosas y cuatro monedas de Azes II.
Las inscripciones escritas en la vasija son:
- Cuerpo principal del contenedor:

Shivaraksita mumjavamdaputrasa danamuhe niyadide bhagavata sharirehi sarvabudhana puyae
- Tapa del contenedor:

Shivaraksita mumjavamdaputrasa danamuhe bhagavata sharirehi

## Fecha de las monedas

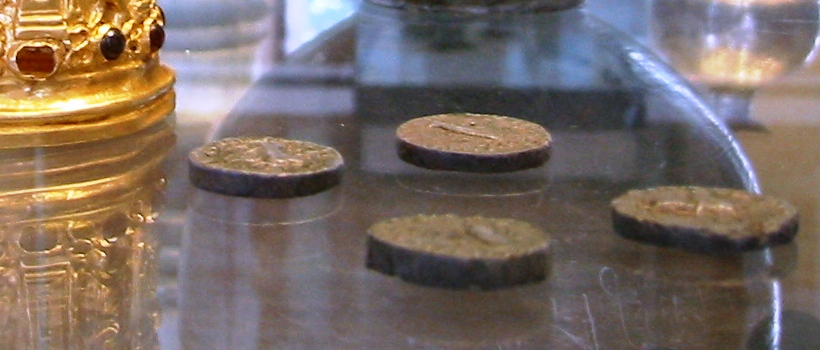
Monedas de Azes II encontradas dentro del relicario.

El hallazgo arqueológico de las monedas de Azes II dentro del relicario sugeriría una fecha entre 30 a. C. a 10 a. C., Azes II habría empleado a algunos artistas indo-griegos en los territorios recientemente conquistados, e hizo la dedicación a una stupa. Las monedas no están muy gastadas y, por lo tanto, se habían dedicado poco después de su acuñación. Los indoescitas son conocidos por su asociación con el budismo, como la capital en Mathura. Tal fecha haría del relicario la representación más antigua conocida de Buda:

En el arte de Gandhara, la primera imagen conocida de Buda de pie y fechada aproximadamente, es la del relicario de Bimaran, que los especialistas atribuyen al período indoescita, más particularmente al mandato de Azes II
(Christine Sachs, De l'Indus à l'Oxus).

Sin embargo, se desconocen varias características de las monedas para las monedas de Azes: Tique en el reverso, el hecho de que al rey se le da el título de Dhramika en la inscripción en karosti en el reverso, y el hecho de que los monogramas y símbolos de la escritura karosti son los del último rey escita Kharahostes.

### Kharahostes

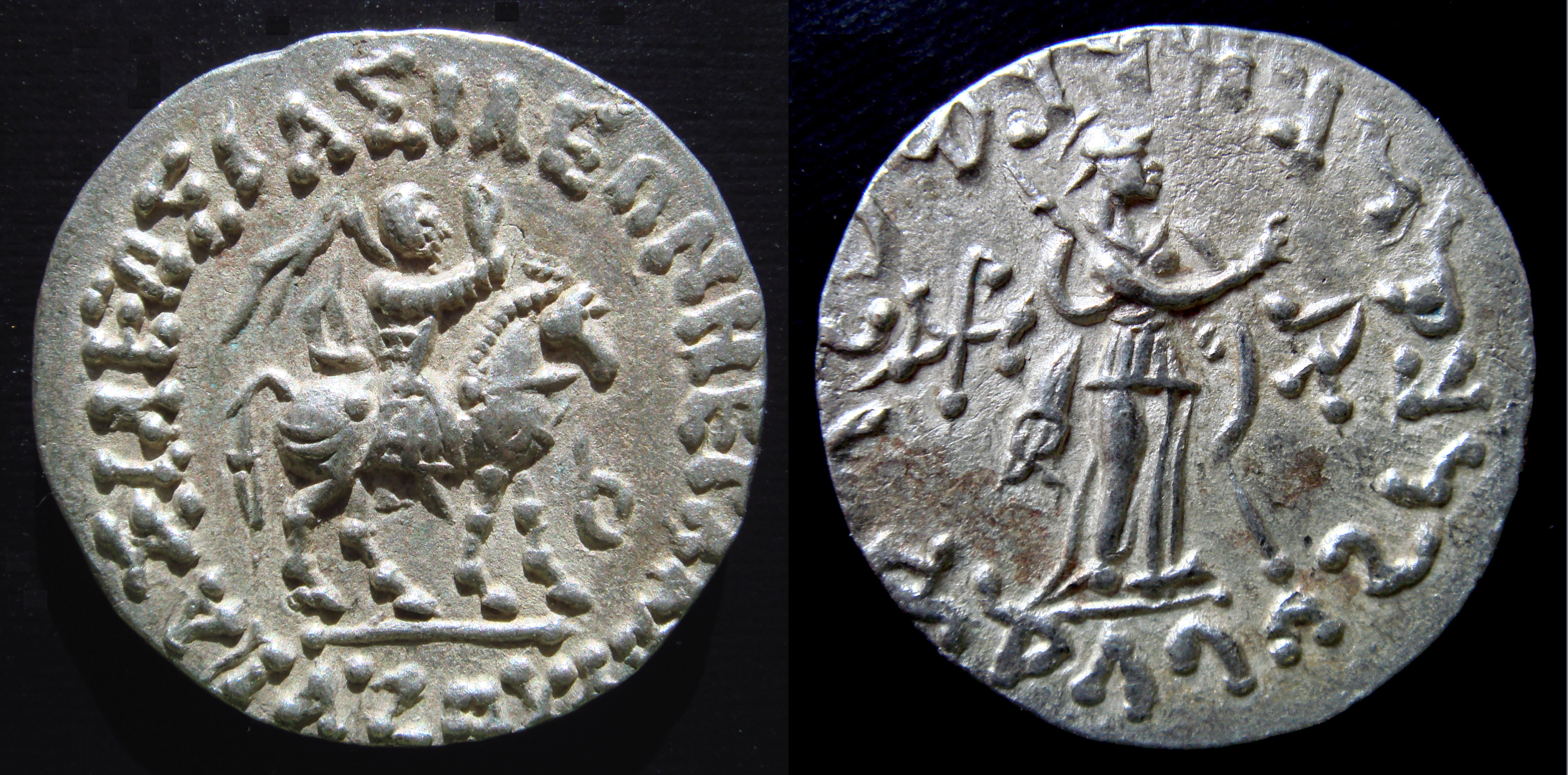
Moneda de plata del rey Azes II (r. c. 35–12 a. C.).

Los últimos estudios realizados en 2015 por Joe Cribb, consideran que las monedas son en realidad obra de Kharahostes o de su hijo Mujatria. Muchas características de las monedas del relicario de Bimaran son parecidas a la acuñación de Kharahostes (10 a. C.-10 d. C.), un sucesor de Azes II, que acuñó muchas monedas en nombre de Azes II.
Las cuatro monedas en el relicario de Bimaran son del mismo tipo: tetradracmas de plata degradada en nombre de Azes, en estado casi nuevo. En el anverso muestran un rey mirando hacia la derecha con cota de malla a caballo con la mano derecha extendida, con una marca dinástica de tres bolas y una leyenda circular en griego. La leyenda griega corrupta: WEIΛON WEOΛΛWN IOCAAC (es decir ΒΑΣΙΛΕΩΣ ΒΑΣΙΛΕΩΝ ΜΕΓΑΛΟΥ ΑΖΟΥ) «El Gran Rey de Reyes Azes». En el reverso aparece una figura de la diosa Tique de pie y sosteniendo escudo y lanza, con una leyenda en karosti. La leyenda dice: MAHARAJASA RAJADIRAJASA MAHATASA AYASA «El Gran seguidor del Rey del Dharma, Rey de Reyes Azes».
Las fotografías de primer plano del Museo Británico, muestran que las monedas llevan el nombre de Azes, pero que también tienen el símbolo "Tres gránulos", que es característico de la acuñación de Kharahostes y que también a menudo usa el nombre de Azes en su moneda. El tipo de las monedas de Bimaran también es idéntico a las monedas principales de Kharahostes (jinete con Tique). El nombre de Kharahostes también se descubrió recientemente en un relicario budista de plata, encontrado en Shinkot en Bajaur (Pakistán). Esto sugiere que Kharahostes estaba interesado en hacer dedicaciones budistas similares a las del relicario de Bimaran.
Sin agregar ninguna teoría de redeposición, el relicario de Bimaran pudo haber sido dedicado durante el reinado de Kharahostes (10 a. C. - 10 d. C.), y probablemente al comienzo de su reinado ya que las monedas no se ven que fueran usadas y por lo tanto estaban básicamente nuevas cuando se introdujeron en el cofre. Esto colocaría el relicario de Bimaran en el 10 a. C, o alrededor del comienzo de nuestra era.

### Kujula Kadphises

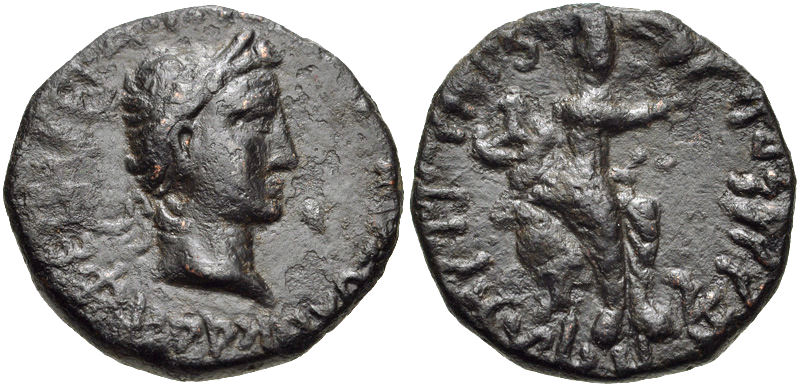
Las raras monedas de Kujula Kadphises con una marca tripartita que se asemeja a la marca de tres bolas de Kharahostes —aquí en el reverso—, tienen tipos de monedas («cabeza de laureado y rey sentado») que son totalmente diferentes de las del relicario de Bimaran. Y esta es la única de Kujula donde aparece este símbolo

Kujula Kadphises, gobernante Kushana, utilizó algo similar en la marca de tres bolas de Kharahostes en uno de sus tipos de moneda —el tipo "cabeza laureada y rey sentado»—, lo que ha hecho sugerir que las monedas del relicario pueden ser de su reinado, y se puede fechar a aproximadamente en 60 d. C., sin embargo, este tipo de moneda no tiene nada que ver con la de las monedas del relicario de Bimaran que son todas «Jinetes con Tique». Tampoco se sabe que Kujula Kadphises haya emitido monedas de tipo escita en nombre de Azes.
La marca del símbolo de tres bolas tampoco se conoce en ninguna otra parte —aparte de Mujatria el hijo de Kharahostes—, por lo que la única posibilidad restante parece ser Kharahostes o su hijo, según lo determinado por Joe Cribb en su estudio de 2015.

## Fecha del relicario de Bimaran
Varias controversias han surgido con respecto a la fecha temprana sugerida para esta primera imagen de Buda.
Fussman cree que el relicario de Bimaran fue fabricado en 1-15 d. C. En cualquier caso, la fabricación tuvo lugar necesariamente antes del año 60, que es la última fecha considerada para las monedas. El cofre de Bimaran está en exhibición en el Museo Británico (Joseph E. Hotung Gallery), datado del 60 de nuestra era.
Algunos también fechan la pieza tan tarde como el siglo II d. C. con base en suposiciones estilísticas. Susan Huntington resume el problema:

El famoso relicario de oro y rubí hallado en Bimaran en Afganistán generalmente recibe una fecha de aproximada del siglo II después de Cristo, a pesar de la evidencia científica prácticamente incontrovertible que lo rodea, que sugiere que se realizó alrededor del siglo I a. C. la datación temprana del relicario se basa únicamente en la suposición de que las imágenes de Buda no se introdujeron en el repertorio artístico budista hasta los primeros siglos de la era cristiana, y por lo tanto cualquier obra que tenga una imagen de Buda debe ser comparable con una fecha tardía."

Estas disputas provienen del hecho de que las primeras representaciones de Buda generalmente se supone que fueron alrededor del siglo I o más tarde, aproximadamente cincuenta o cien años después del reinado de Azes II, bajo el gobierno del imperio kushán. Dado que el relicario, con su iconografía budista ya avanzada, fue fabricado al comienzo de nuestra era, más o menos unas pocas décadas, es muy probable que muchas imágenes anteriores de Buda ya existieran antes de su creación, retrasando su aparición hasta el siglo I a. C.

## Implicaciones

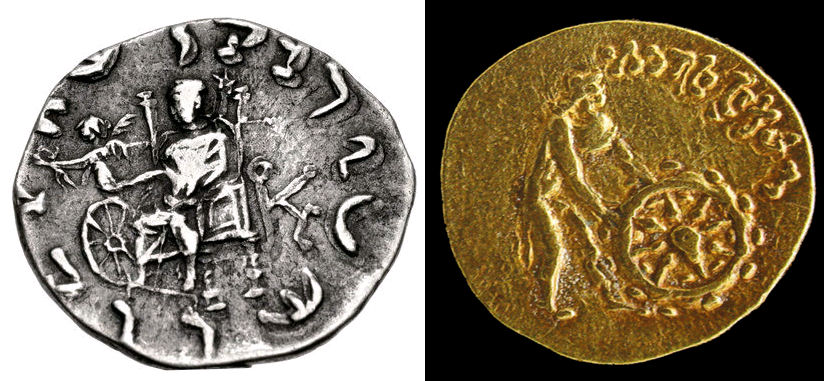
Las primeras imágenes budistas incluyen monedas de reyes indogriegos como Menandro II (izquierda, circa 90-85 a. C.), en las que Zeus, a través de Nike, entrega una corona de victoria a una Rueda del dharma, o la moneda budista de Tillia tepe (a la derecha, (-).

Dado que el cofre ya muestra una iconografía bastante sofisticada (Brahma e Indra como asistentes Bodhisattvas) en un estilo avanzado, se puede sugerir que las representaciones mucho más tempranas del Buda habían estado vigentes en el momento de la deposición del relicario de Bimaran (10 a. C.-10 d. C.), que se remonta a la época de los indogriegos en el siglo I a. C. Los últimos reyes indo-griegos Estratón II y Estratón III gobernaron hasta alrededor del año 20 d. C. Este punto de vista, que el arte grecobudista ya florecía en el siglo I a. C. bajo el patrocinio de los reyes indogriegos, fue defendido originalmente por Alfred A. Foucher y otros, aunque con mucha menos evidencia arqueológica.
Estilísticamente, el relicario —oro incrustado con piedras preciosas— también es muy consistente con el arte de los escitas, como se conoce por ejemplo del sitio arqueológico de Tillia tepe en el norte de Afganistán. El tesoro de Tillya tepe también data del siglo I a. C., y también tiene lo que podrían ser las primeras representaciones figurativas de Buda, como la moneda budista de Tillia Tepe.